# Cayumapu (Panguipulli)
El caserío de Cayumapu se encuentra ubicado en la comuna de Panguipulli entre los lagos Panguipulli y Pullinque, al noreste de la ciudad de Panguipulli.

## Estructura
Aquí se encuentra la escuela Rural Cayumapu y la escuela Particular Trullun Mapu.

## Historia
En el año 1907 cuando se realizó el Parlamento de Coz Coz era cacique de esta comunidad José Cheuquefilú.

## Hidrología
Cayumapu se encuentra a las orillas del Río Zahuil.

## Accesibilidad y transporte
Cayumapu se encuentra a 12,5 km de Panguipuli a través de la Ruta 203.